# NRW Records
NRW Records is een Duits platenlabel, dat zich richt op het uitbrengen van jazz, wereldmuziek, elektronische muziek en indie-rockmuziek- en popmuziek. Het werd in 1996 in Essen opgericht door Jürgen Czisch en is sinds 2004 gevestigd in Wismar.
Artiesten die op het label uitkwamen zijn onder meer Erdmöbel, Travail Sonique,  WDR Big Band Köln, Meike Goosmann, Christina Fuchs, Martin Ehlers en Deep Strings.